# 別倫

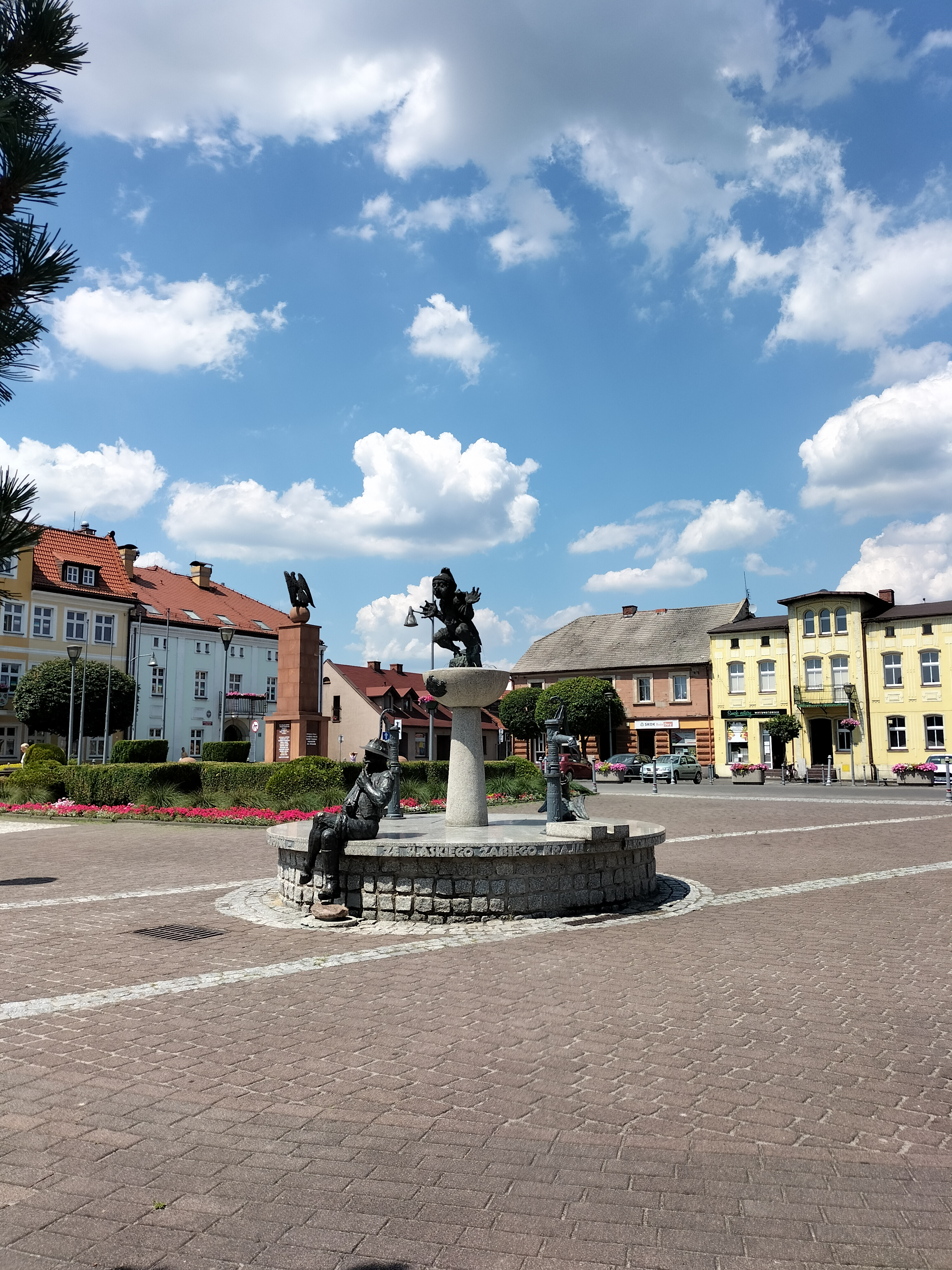
市集廣場

別倫（波蘭語：Bieruń，發音：[ˈbʲɛruɲ]）是波蘭南部西里西亞省的城市與市鎮，距離首府卡托維茲25公里，始建於1290年，面積40.52平方公里，海拔高度240米，2024年人口18,835 。別倫是別倫-倫濟內縣的縣治。

## 友好城市
- 法國 卢瓦尔河畔默恩

## 外部連結
- Jewish Community in Bieruń（页面存档备份，存于） on Virtual Shtetl